# Hanna Mayer

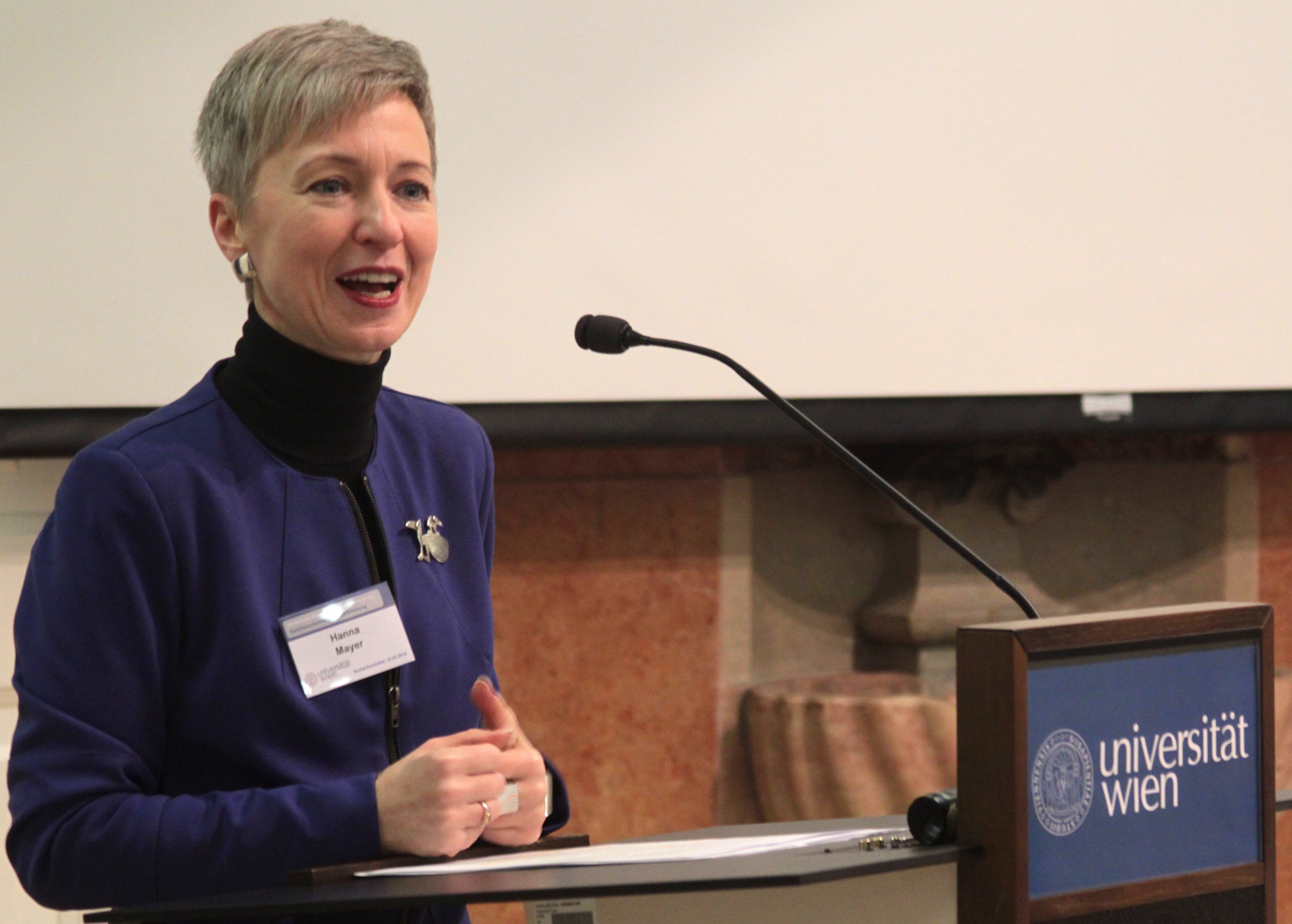
Hanna Mayer, 2014

Hanna Mayer (* 1965 in Wien) ist eine österreichische Pflegewissenschafterin und Professorin für Pflegewissenschaft an der Karl Landsteiner Privatuniversität für Gesundheitswissenschaften in Krems an der Donau.

## Lebenslauf
Hanna Mayer absolvierte 1988 an der Krankenpflegeschule im Rudolfinerhaus Wien ihre Ausbildung zur Gesundheits- und Krankenschwester. 2001 promovierte sie als Erziehungswissenschafterin mit der Dissertation Die Ausbildung von Lehrkräften in der Gesundheits- und Krankenpflege. Evaluation und Neukonzipierung des Universitätslehrganges für Lehrer und Lehrerinnen für Gesundheits- und Krankenpflege in Wien an der Universität Wien. Von 1996 bis 2007 war Hanna Mayer als freiberufliche Pflegewissenschafterin in Lehre und Forschung im deutschsprachigen Raum tätig. Von 2007 bis 2010 war sie Vertragsprofessorin für Pflegewissenschaft an der Universität Wien, wo sie im Jahr 2010 zur Universitätsprofessorin für Pflegewissenschaft berufen wurde und seither internationale Lehr- und Forschungstätigkeit betreibt. Von 2007 bis 2021 war Hanna Mayer Vorständin des Instituts für Pflegewissenschaft der Universität Wien. Von 2012 bis 2016 war sie Vizedekanin für Lehre der Fakultät für Sozialwissenschaften der Universität Wien. Mit Dezember 2021 folgte Hanna Mayer einem Ruf an die Karl Landsteiner Privatuniversität für Gesundheitswissenschaften in Krems an der Donau.
Sie ist Mitglied der Ethikkommission der Universität Wien und in Beiräten diverser Fachzeitschriften zum Thema Pflege sowie Herausgeberin der Zeitschrift QuPuG, Journal für qualitative Forschung in Pflege- und Gesundheitswissenschaft.
Neben dem Beruf ist Hanna Mayer Mitglied im Theaterverein „Donautheater Krems“ und hat zahlreiche Rollen des klassischen und des modernen Repertoires gespielt.

## Arbeitsschwerpunkte
- Entwicklung und Etablierung der Pflegewissenschaft in Österreich
- Curricularentwicklung im tertiären Bereich
- Forschungsmethodologie (im Speziellen qualitative Forschung) und Forschungsethik
- Person-Centred Care, Onkologische Pflege, Alternsbezogene Pflege

## Auszeichnungen
- Großes Ehrenzeichen für Verdienste um die Republik Österreich
- Preis für innovative, interdisziplinäre Krebsforschung der Stadt Wien
- UNIVIE Teaching Award der Universität Wien (Kategorie „Forschungsintensives Lehren und Lernen“)[6]
- Shortlist-Nominierung für den Ars Docendi-Staatspreis 2017 (Kategorie „Forschungsbezogene Lehre, insbesondere die Vermittlung wissenschaftlichen Arbeitens während des Studiums“)[7]

## Veröffentlichungen (Auszug)

### Monographien, Beiträge in Büchern und Sammelbänden
- H. Mayer, M. Wallner, S. Köck-Hódi: Umgebungsgestaltung in der Stationären Langzeitpflege: Das Modell PeoPLe als Basis für eine personzentrierte Pflege. In: A. Wörndl: Gestaltungsprinzipien für soziale Handlungsräume. Räumliche Konfliktprävention in der stationären Altenhilfe. Studienverlag, Innsbruck/Wien 2021.
- H. Mayer, M. Wallner, C. Hildebrandt, S. Köck-Hódi: Rahmenkonzept zur Gestaltung Personzentrierter Praxis in der Langzeitpflege (PeoPLe) - Hintergrund - Entstehung - Elemente. Institut für Pflegewissenschaft, Universität Wien, Wien 2019.
- B. Senn, H. Mayer (Hrsg.): Gynäkologisch-onkologische Pflege. Bedürfnisse der Patientinnen und interprofessionelle Praxis. Pflege und Behandlung von Frauen mit gynäkologischen Tumoren. Hogrefe, Bern 2018.
- H. Mayer, H. Zellhofer (Hrsg.): Krebs – (ER)LEBEN. Eine pflegewissenschaftliche Perspektive. Facultas, Wien 2011.
- H. Mayer: Pflegewissenschaft und Pflegepraxis. Die Problematik praxisorientierter Forschung und forschungsorientierter Praxis. In: Silvia Käppeli (Hrsg.): Pflegewissenschaft in der Praxis. Verlag Hans Huber, Bern 2010.
- H. Mayer: Die Etablierung von Pflegewissenschaft an der Universität Wien – von der Ausnahme zur Normalität. Eine Erfahrungsbasierte Rück- und Vorschau. In: Manuela Brandstätter, Monika Vyslouzil (Hrsg.): Soziale Arbeit im Wissenschaftssystem. Von der Fürsorgegeschichte zum Lehrstuhl. VS Verlag für Sozialwissenschaften Research / Springer, Wiesbaden 2010.
- H. Mayer: „Verwissenschaftlichung“ der Pflege –Chance zur Emanzipation? Ein Diskurs aktueller Entwicklungen unter professionsspezifischem und feministischem Blickwinkel. In: Erna Appelt, Maria Heidegger, Max und Wolf Maria A. Preglau (Hrsg.): Who Cares? Pflege und Betreuung in Österreich – eine geschlechterkritische Perspektive. Studienverlag, Innsbruck / Wien / Bozen 2010.
- H. Mayer: Qualitätssicherung und Ethik in der Pflegeforschung – Stand und Entwicklung in Österreich. In: U. Körtner, C. Kopetzki, C. Druml (Hrsg.): Ethik und Recht in der Humanforschung. Springer, Wien / New York 2010, S. 240–256.
- H. Mayer: Die Bedeutung der Forschung und Forschungsförderung für die Akademisierung am Beispiel der Gesundheitsberufe. In: Manfred Prisching, Werner Lenz, Werner Hauser (Hrsg.): Forschungsförderung in Österreich und in der EU. Schriften zum Bildungsrecht und zur Bildungspolitik. Verlag Österreich, Wien 2009.
- H. Mayer (Hrsg.): Pflegewissenschaft – von der Ausnahme zur Normalität. Ein Beitrag zur inhaltlichen und methodischen Standortbestimmung. Facultas, Wien 2009.

### Lehrbücher und Lexika
- H. Mayer: Pflegeforschung kennen lernen. 6. Auflage. Facultas, Wien 2014.
- mit Sabine Bartholomeyczik, Monika Linhart und Herbert Mayer: Lexikon der Pflegeforschung. Begriffe aus Forschung und Theorie. Urban&Fischer im Elsevier, München 2017.
- H. Mayer: Pflegeforschung anwenden. Elemente und Basiswissen für Studium und Weiterbildung. 5. Auflage. Facultas, Wien 2019.
- H. Mayer, S. Raphaelis, A. Kobleder: Literaturreviews für Gesundheitsberufe: Recherchieren – Bewerten – Erstellen. Facultas, Wien 2021.